# Hackage
Hackage — це центральний архів для пошуку Open Source пакетів для функціональної мови програмування Гаскель. Архів перебуває онлайн з січня 2007 року і постійно збільшується. В архіві публікуються бібліотеки та програми, доступні для завантаження та встановлення за допомогою інструментів, як Cabal (cabal-install) або через інший менеджер установки програмного забезпечення.

## Інструкції для Hackage
Hackage приймає завантаження пакетів Cabal.
Пакети мають бути архівовані стандартним підходом tarball через команду sdist від Cabal. Пакети не можуть бути видаленими, а замінюються новими версіями-кандидатами через тестування перед самим виданням нової версії.
Всі пакети мають відповідати політиці «Package Versioning Policy» (PVP).

## Hackage API
Більшість ресурсів Hackage передаються в форматі JSON та HTML та автоматично згенеровану документацію через API сайту. Головні операції клієнта з Hackage, як репозиторієм, має відбуватися через бібліотеку «hackage-security».

## Заснування
Поточна база коду Hackage була відокремлена від «Well-Typed». Ключове фінансування було від групи Industrial Haskell Group, консорціуму компаній, що використовують мову програмування Haskell. Вебсайт підтримується волонтерами суспільства Haskell. Хостинг сайту забезпечується Packet та CDN від Fastly.

## Оновлення
Останні оновлення на сайті додаються на сторінці https://hackage.haskell.org/packages/recent.